# マックス・レヴチン
マックス・ラファエル・レヴチン（Max Rafael Levchin、ウクライナ語: Максиміліан Левчин マクシミリアン・レヴチン、1975年7月11日 - ）はウクライナ生まれの計算機科学者、起業家。PayPalの共同設立者で元CTO。
当時のウクライナ・ソビエト社会主義共和国の首都キエフのユダヤ系の家庭に生まれ、1991年にイリノイ州シカゴへ移住。1997年にイリノイ大学アーバナ・シャンペーン校で計算機科学の学士号を取得した。同級生にYouTube共同設立者の陳士駿がおり、後にPayPalの従業員として採用している。
インターネットツール開発会社を2社（NetMeridian Software と SponsorNet New Media）共同設立し、1998年には John Bernard Powers（設立後まもなく退社）、ピーター・ティールとともに Fieldlink を設立する。社名を Confinity と改め、彼らはPayPalとして知られる決済サービスを開発した。別の会社 X.com と合併し、社名は PayPal Inc. と変更された。
PayPalは2002年2月に株式を公開し、同年10月eBayに買収された。買収時、レヴチンの2.3%のPayPal株は約3400万ドルもの価値になった。彼は主にPayPalの詐欺防止システムへの貢献で知られ、CAPTCHAを早くから商用実装した Gausebeck-Levchin テストの共同開発者でもあった。
2004年、レヴチンはMySpaceやFacebookといったソーシャルネットワーキングサイトに個人的なメディアの共有サービスを提供する Slideを設立した。Slideは2010年8月にGoogleが1億8200万ドルで買収し、レヴチンは8月25日付けでGoogleのエンジニアリング担当ヴァイスプレジデントに任命された。
彼はまた、オンラインソーシャルネットワーキング・レビューサービスである Yelp の設立支援も行った。
映画『サンキュー・スモーキング』のエグゼクティブプロデューサーも務めた。

## 評価
スタンフォード大学のコンピュータ・サイエンスの教授で、暗号技術の発明で著名なマーティン・ヘルマンは、1998年にレヴチンとティールに会っているが、この時のことを振り返ってヘルマンは「顔を合わせてからものの5分で、マックスがこの分野で博士号を持つそんじょそこらの人間よりも暗号に精通していることが分かったよ」と述べている。